# Pierre d’Orgemont

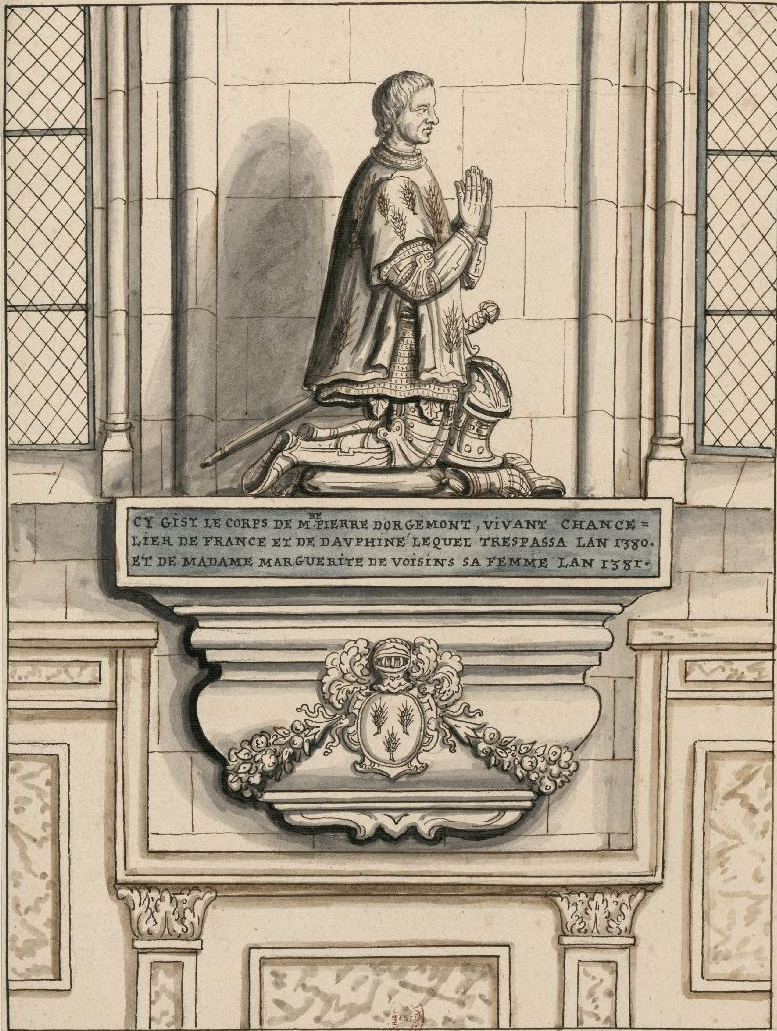
Grabmal von Pierre d’Orgemont

Pierre d’Orgemont (* im 13. Jahrhundert in Lagny-sur-Marne; † 3. Juni 1389 in Paris), Herr von Méry und Chantilly, war von 1373 bis 1380 Kanzler von Frankreich.
Er entstammte einer bürgerlichen Familie und bekam eine Ausbildung als Jurist. Er begann seine berufliche Laufbahn als Anwalt am Parlement de Paris (1348), dessen Präsident er 1355 wurde.
Pierre d’Orgemont zeichnete sich durch eine grenzenlose Loyalität gegenüber dem König aus. Sein Rigorismus wurde ihm bei den Generalständen von 1357 zum Verhängnis: er zog sich die Feindschaft der Reformkräfte zu und wurde auf deren Betreiben hin zurückgezogen. Einwohner von Paris mischten sich unter die Jacquerie, um sein Landhaus in Gonesse niederzureißen. 1359 wurde er rehabilitiert. 1372 zum Kanzler der Dauphiné, dem Besitz des späteren Königs Karl V. ernannt, folgte 1373 seine Wahl zum Ersten Präsidenten des Parlaments und zum Kanzler von Frankreich. Am 20. November ernannte ihn auch der König zum Kanzler (es war das erste und letzte Mal, dass ein Kanzler gewählt wurde). 1380 trat er aus Altersgründen zurück (Karl V. starb im gleichen Jahr), wurde aber dennoch zum Präsidenten des Rechnungshofes gemacht.
Karl V. betreute ihn mit einem Teil der Grandes Chroniques de France, das seine Regierungszeit behandelte, wodurch diese Kapitel zu einem Loblied auf den König wurden.
Im Jahr 1388 legte Pierre den Grundstein für das Hôtel d’Orgemont unmittelbar neben der Bastille und dem Hôtel Saint-Paul. Sein Sohn Jean verkaufte das Haus 1402 für 14.000 Gold-Écu an den Herzog Johann von Berry. Dieses Gebäude wurde später mit einem benachbarten Gebäude zum Hôtel des Tournelles zusammengelegt.
Pierre d’Orgemont hatte mindestens vier Söhne, darunter:
- Amaury d’Orgemont, † 11. Juli 1400, u. a. Kanzler des Herzogs von Orléans
- Jean d’Orgemont, 1376–1384 Bischof von Thérouanne, 1384–1409 Bischof von Paris
- Nicolas d’Orgemont, † 16. Juli 1416, Dekan von Saint-Martin de Tours

Die Festung Chantilly, die Pierre d’Orgemont aus eigenen Mitteln Guy de Laval abgekauft hatte, vererbte sein kinderloser gleichnamiger Urenkel 1484 an seinen Neffen Guillaume de Montmorency; Chantilly blieb der Familie Montmorency bis ins 17. Jahrhundert hinein erhalten.